# 友誼県
友誼県（ゆうぎ-けん）は中華人民共和国黒竜江省双鴨山市に位置する県。県人民政府の所在地は友誼鎮。

## 歴史
1955年に設置された友誼農場を前身とする。1960年に友誼県と改称された。1962年に廃止され集賢県に編入されたが、1964年に再設置され現在に至る。

## 行政区画
4鎮、6郷、1民族郷を管轄：
- 鎮：友誼鎮、興隆鎮、竜山鎮、鳳崗鎮
- 郷：興盛郷、東建郷、慶豊郷、建設郷、友隣郷、新鎮郷
- 民族郷：成富朝鮮族満族郷

## 交通

### 鉄道
- 中国鉄路総公司
  - 中国鉄路ハルビン局集団公司
    - 福前線（ジャムス方面）- 紅興隆駅（中国語版） - 新友誼駅（中国語版） - 九営駅（中国語版） -（撫遠方面）
    - 友宝線（中国語版） 新友誼駅（中国語版） -（宝清方面）

## 健康・医療・衛生
- 友誼県中医院